# Eublaberus fernandoi
Eublaberus fernandoi är en kackerlacksart som beskrevs av Guilherme A.M.Lopes och de Oliveira 2000. Eublaberus fernandoi ingår i släktet Eublaberus och familjen jättekackerlackor. Inga underarter finns listade i Catalogue of Life.